# Meigenia nitida
Meigenia nitida là một loài ruồi trong họ Tachinidae.